# Yoshinori Doi
Yoshinori Doi (土居 義典 Doi Yoshinori?,  nacido el 2 de abril de 1972 en Tokushima) es un exfutbolista japonés. Jugaba de defensa y su último club fue el Otsuka Pharmaceutical de Japón.

## Trayectoria

### Clubes
| Club                  | País  | Año         |
| --------------------- | ----- | ----------- |
| Otsuka Pharmaceutical | Japón | 1995 - 1996 |
| Kawasaki Frontale     | Japón | 1997 - 2001 |
| Otsuka Pharmaceutical | Japón | 2002        |

## Palmarés

### Títulos nacionales
| Título    | Club              | País  | Año  |
| --------- | ----------------- | ----- | ---- |
| J2 League | Kawasaki Frontale | Japón | 1999 |